# Championnat d'Amérique du Nord masculin de volley-ball des moins de 19 ans 2010
Navigation
Édition précédente Édition suivante
Le 7e Championnat d'Amérique du Nord de volley-ball masculin des moins de 19 ans s'est déroulé du 6 avril 2010 au 11 avril 2010 à Guadalajara, Mexique. Il a mis aux prises les neuf meilleures équipes continentales.

## Équipes présentes
| - Curaçao - Mexique - États-Unis - Guatemala - République dominicaine | - Porto Rico - Costa Rica - Canada - Cuba |

## Compétition

### Tour préliminaire

#### Composition des poules
| Poule A                | Poule B                                   | 'Poule C                     |
| ---------------------- | ----------------------------------------- | ---------------------------- |
| États-Unis Canada Cuba | Porto Rico Curaçao République dominicaine | Costa Rica Guatemala Mexique |

#### Poule A
| # | Équipe     | Pts | J | G | P | Sp | Sc | Ratio | Pp  | Pc  | Ratio |
| - | ---------- | --- | - | - | - | -- | -- | ----- | --- | --- | ----- |
| 1 | Cuba       | 4   | 2 | 2 | 0 | 6  | 0  | MAX   | 152 | 105 | 1.448 |
| 2 | États-Unis | 2   | 2 | 1 | 1 | 3  | 3  | 1     | 143 | 119 | 1.202 |
| 3 | Canada     | 0   | 2 | 0 | 2 | 0  | 6  | 0     | 79  | 150 | 0.527 |

#### Poule B
| # | Équipe                 | Pts | J | G | P | Sp | Sc | Ratio | Pp  | Pc  | Ratio |
| - | ---------------------- | --- | - | - | - | -- | -- | ----- | --- | --- | ----- |
| 1 | Porto Rico             | 4   | 2 | 2 | 0 | 6  | 0  | MAX   | 150 | 83  | 1.807 |
| 2 | République dominicaine | 2   | 2 | 1 | 1 | 3  | 3  | 1     | 112 | 120 | 0.933 |
| 3 | Curaçao                | 0   | 2 | 0 | 2 | 0  | 6  | 0     | 91  | 150 | 0.607 |

#### Poule C
| # | Équipe     | Pts | J | G | P | Sp | Sc | Ratio | Pp  | Pc  | Ratio |
| - | ---------- | --- | - | - | - | -- | -- | ----- | --- | --- | ----- |
| 1 | Mexique    | 4   | 2 | 2 | 0 | 6  | 0  | MAX   | 152 | 72  | 2.111 |
| 2 | Guatemala  | 2   | 2 | 1 | 1 | 3  | 3  | 1     | 109 | 131 | 0.832 |
| 3 | Costa Rica | 0   | 2 | 0 | 2 | 0  | 6  | 0     | 94  | 150 | 0.627 |

### Phase de classement

#### Classement 1-6

##### Places 1 à 4
|  | Quarts de finale            | Quarts de finale           |                             |                             | Demi-finales                | Demi-finales                |  |  | Finale                      | Finale                      |
|  | Quarts de finale            | Quarts de finale           |                             |                             | Demi-finales                | Demi-finales                |  |  | Finale                      | Finale                      |
|  |                             |                            |                             |                             |                             |                             |  |  |                             |                             |
|  | 09.04.10, 25-18 25-12 25-8  | 09.04.10, 25-18 25-12 25-8 |                             |                             | 10.04.10, 21-25 16-25 12-25 | 10.04.10, 21-25 16-25 12-25 |  |  | 11.04.10, 25-16 25-18 25-22 | 11.04.10, 25-16 25-18 25-22 |
|  | 09.04.10, 25-18 25-12 25-8  | 09.04.10, 25-18 25-12 25-8 |                             |                             | 10.04.10, 21-25 16-25 12-25 | 10.04.10, 21-25 16-25 12-25 |  |  | 11.04.10, 25-16 25-18 25-22 | 11.04.10, 25-16 25-18 25-22 |
|  | 09.04.10, 25-18 25-12 25-8  | 09.04.10, 25-18 25-12 25-8 | Porto Rico                  | 0                           |                             |                             |  |  | 11.04.10, 25-16 25-18 25-22 | 11.04.10, 25-16 25-18 25-22 |
|  | Cuba                        | 3                          | Porto Rico                  | 0                           |                             |                             |  |  | 11.04.10, 25-16 25-18 25-22 | 11.04.10, 25-16 25-18 25-22 |
|  | Cuba                        | 3                          | Cuba                        | 3                           |                             |                             |  |  | 11.04.10, 25-16 25-18 25-22 | 11.04.10, 25-16 25-18 25-22 |
|  | Guatemala                   | 0                          | Cuba                        | 3                           |                             |                             |  |  | 11.04.10, 25-16 25-18 25-22 | 11.04.10, 25-16 25-18 25-22 |
|  | Guatemala                   | 0                          | 10.04.10, 25-21 25-20 25-12 | 10.04.10, 25-21 25-20 25-12 | Cuba                        | 3                           |  |  |                             |                             |
|  | 09.04.10, 13-25 18-25 15-25 |                            | 10.04.10, 25-21 25-20 25-12 | 10.04.10, 25-21 25-20 25-12 | Cuba                        | 3                           |  |  |                             |                             |
|  |                             | États-Unis                 | 10.04.10, 25-21 25-20 25-12 | 10.04.10, 25-21 25-20 25-12 | 0                           |                             |  |  |                             |                             |
|  | République dominicaine      | États-Unis                 | 10.04.10, 25-21 25-20 25-12 | 10.04.10, 25-21 25-20 25-12 | 0                           | 0                           |  |  |                             |                             |
|  | République dominicaine      | États-Unis                 | 3                           |                             |                             | 0                           |  |  |                             |                             |
|  | États-Unis                  | États-Unis                 | 3                           | 3                           |                             |                             |  |  |                             |                             |
|  | États-Unis                  | Mexique                    | 0                           | 3                           |                             |                             |  |  |                             |                             |
|  |                             | Mexique                    | 0                           | Match pour la 3e place      |                             |                             |  |  |                             |                             |
|  |                             |                            |                             |                             |                             |                             |  |  |                             |                             |
|  | 11.04.10, 29-27 28-26 25-23 |                            |                             |                             |                             |                             |  |  |                             |                             |
|  |                             |                            |                             |                             |                             |                             |  |  |                             |                             |
|  | Porto Rico                  | 3                          |                             |                             |                             |                             |  |  |                             |                             |
|  | Porto Rico                  | 3                          |                             |                             |                             |                             |  |  |                             |                             |
|  | Mexique                     | 0                          |                             |                             |                             |                             |  |  |                             |                             |
|  | Mexique                     | 0                          |                             |                             |                             |                             |  |  |                             |                             |

## Classement final
| Place              | Équipe                 |
| ------------------ | ---------------------- |
| Médaille d'or      | Cuba                   |
| Médaille d'argent  | États-Unis             |
| Médaille de bronze | Porto Rico             |
| 4                  | Mexique                |
| 5                  | Guatemala              |
| 6                  | République dominicaine |
| 7                  | Canada                 |
| 8                  | Costa Rica             |
| 9                  | Curaçao                |

## Distinctions individuelles
- MVP : Wilfredo León Venero
- Meilleur marqueur : Wilfredo León Venero
- Meilleur attaquant : Wilfredo León Venero
- Meilleur contreur : Aaron Russell
- Meilleur serveur : Jonathan Rivera
- Meilleur passeur : Jonathan Ponce
- Meilleur défenseur : Jose Mendoza
- Meilleur réceptionneur : Disotaur Travieso
- Meilleur libero : Jose Mendoza